# ペンナピエディモンテ
ペンナピエディモンテ（イタリア語: Pennapiedimonte）は、イタリア共和国アブルッツォ州キエーティ県にある、人口約400人の基礎自治体（コムーネ）。

## 地理

### 位置・広がり

#### 隣接コムーネ
隣接するコムーネは以下の通り。括弧内のPEはペスカーラ県所属を示す。
- カラマーニコ・テルメ (PE)
- ファーラ・サン・マルティーノ
- グアルディアグレーレ
- カーゾリ
- パロンバーロ
- プレトーロ
- ラピーノ
- ロッカモリーチェ (PE)

## 行政

### 分離集落
ペンナピエディモンテには、以下の分離集落（フラツィオーネ）がある。
- Capolegrotti, Caprafico, Colli, Coste dei Colli, Defenza, Fontana, Laio, Pisavini, Raiese, San Giovanni, Vicende